# Ėl'gen
L'Ėl'gen (in russo Эльген?, nell'alto corso Pravyj Ėl'gen, Ėl'gen destro) è un fiume dell'Estremo Oriente della Russia, tributario di sinistra della Kolyma. Scorre nel Srednekanskij rajon dell'oblast' di Magadan.
Il fiume scende da un massiccio all'estremità sud-orientale della catena dei monti Čerskij. Si dirige dapprima in direzione sud-orientale, poi gira verso est e infine a nord-est compiendo un ampio giro. Nel basso corso entra nella zona paludosa della depressione del Sejmčan e della Bujunda (Сеймчано Буюндинская Впадина). Sfocia nella Kolyma a 1 557 km dalla foce. La sua lunghezza è di 119 km; il bacino del fiume è di 1 900 km².
Non c'è alcun insediamento lungo il suo corso. Poco a nord della foce c'era l'insediamento di Kolymskoe, ora disabitato.